# Генрі Сміт
Генрі Сміт (англ. Henry Smith, нар. 10 березня 1956, Ланарк) — колишній шотландський футболіст, воротар.
Насамперед відомий виступами за клуб «Хартс», а також національну збірну Шотландії.

## Клубна кар'єра
У дорослому футболі дебютував 1978 року виступами за «Лідс Юнайтед», в якому провів три сезони, проте так і не дебютував за основну команду.
Своєю грою привернув увагу представників тренерського штабу клубу «Хартс», до складу якого приєднався 1981 року. Відіграв за команду з Единбурга наступні п'ятнадцять сезонів своєї ігрової кар'єри. Більшість часу, проведеного у складі «Хартс», був основним голкіпером команди.
Згодом, з 1996 по 2002 рік, грав у складі команд клубів «Ейр Юнайтед» та «Клайдбанк».
Завершив професійну ігрову кар'єру у нижчоліговому англійському клубі «Бервік Рейнджерс», за який виступав протягом 2002—2004 років.

## Виступи за збірну
1988 року дебютував в офіційних матчах у складі національної збірної Шотландії. Протягом кар'єри у національній команді, яка тривала 5 років, провів у формі головної команди країни лише 3 матчі, пропустивши 2 голи.
У складі збірної був учасником чемпіонату Європи 1992 року у Швеції.